# メダルゲーム

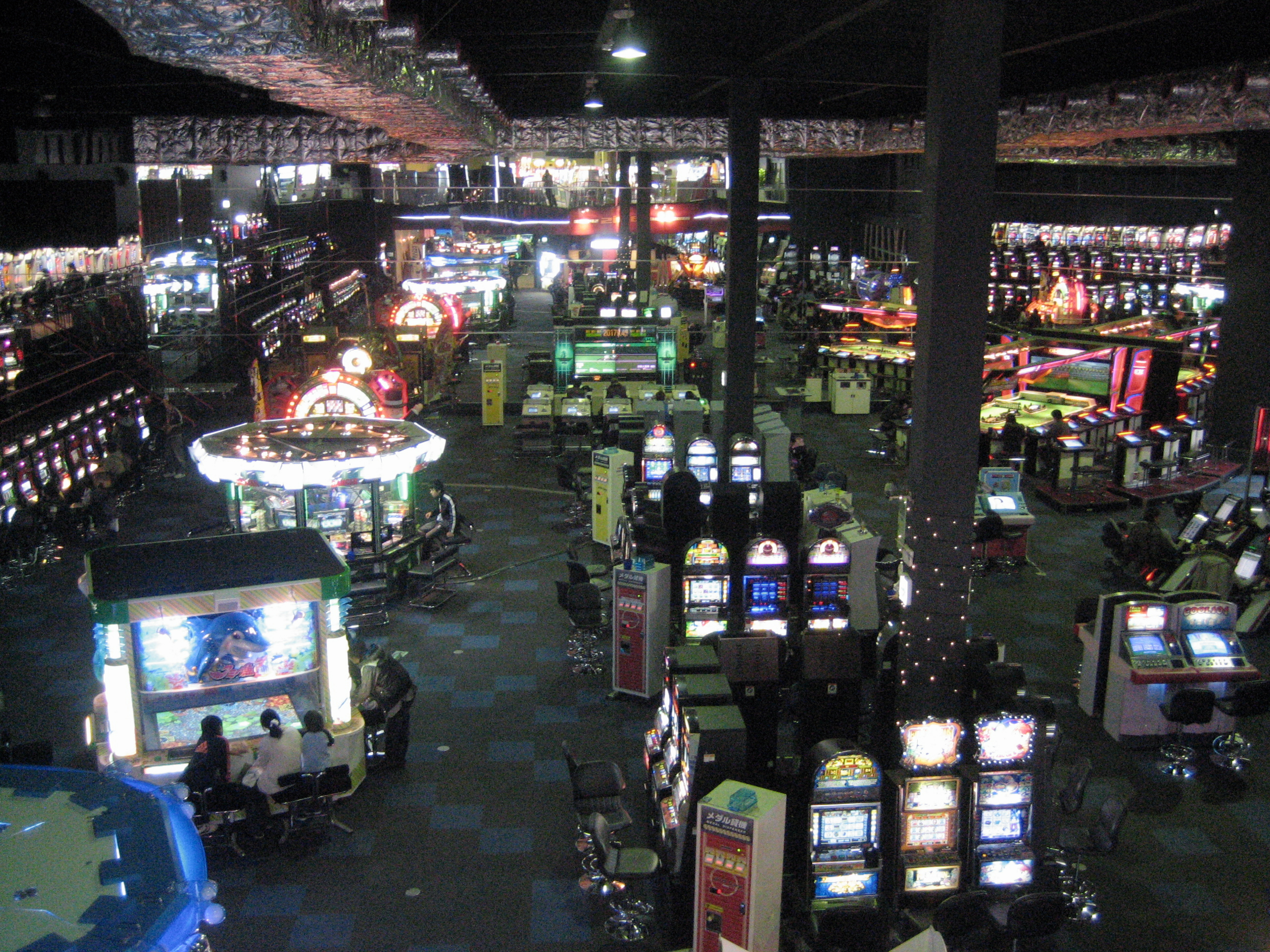
日本の大規模ゲームセンター内のメダルゲームコーナー

メダルゲームとは、アーケードゲームのうち、メダルを使用するゲームである。「コインゲーム」とも呼ばれる。

## 歴史
現在のような擬似カジノ的なスタイルは、シグマ社（後のKeyHolder、製品開発はアルゼに移籍）の創業者が外国製の本物のギャンブリングマシンを輸入し、ゲームに使用するメダルを金品との交換を一切行わない前提で営業したのが始まりである。
当時のアミューズメント施設は業種としては風営法の対象外であったが、金品を提供するといった賭博に類する行為は禁じられていたため、ギャンブリングマシンをメダルゲームとして設置するにあたり、法的に問題ない運用条件を確認した上で、厳しい規制を自主的に課すことにより許可を取り付けていた。

## 概要
メダルゲームをプレイするには、まずメダル貸出機やカウンターで代金を払ってメダルを借り受ける。1,000円で50枚 - 500枚と地域・店舗によって幅が広く、近年はマシンの大型化に伴い貸出枚数が多くなっている傾向にある。キッズメダルが設置されている大型スーパーなどに入るゲームセンターでは100円から遊べるところが多い。また、5,000円分や10,000円分など、まとめて借りると割安になるところがほとんどである。
なお「メダル」のことを「コイン」と呼ぶこともあるが、本来「コイン」は硬貨を指す言葉であり誤用である。
メダルゲームの種類には、競馬ゲーム、ビンゴゲーム、プッシャーゲーム、スロットやポーカー、花札や麻雀、パチンコやパチスロの実機をゲームセンター用に転用したものなど多種多様である。また、最近ではインターネット回線を使い他の店舗と通信できたり、ICカードにデータを保存出来る機種もある。
ゲームに使用するメダルは、店が客に貸し出しているものであり、販売したものではない。店が客にメダルを店外に持ち出させることは風適法によって禁じられている（第二十三条第四項）。この意図は、店外に持ち出されたメダルが他所で金品に交換される事態を防止するためである。また、この条文に違反した場合の罰則は客には及ばないが、客が店の目を盗んでメダルを店外に持ち出した場合は窃盗の罪に問われる可能性がある。
メダルゲームは風俗第五号営業であるため、メダルゲームで使用するメダルをパチンコのように賞品と交換することはできない。2010年にはメダルをアダルトDVDに交換していたとして熊本県の業者が摘発された。その日のうちに遊びきれないほどの枚数を獲得した場合などには店が預かるシステムを取るケースもあるが、その場合にも預かり証の類いは発行されない。預け入れることができる上限枚数や一日に払い出せる上限、預け入れのできる期間は店舗によって異なる。
また店舗によっては、複数の大きさが異なるメダルを用意し、機器に追加された投入口（あるいは、あらかじめ用意されている第二投入口）へ投入することにより、通常のメダルの10枚 - 500枚のメダルを一度に投入したことになる設備も整っている。これは、特に大量のメダルを賭して遊技するプレイヤーに対するサービスの一つとされている。
日本アミューズメント産業協会（JAIA）は、「健全化を阻害する機械基準」のガイドラインを定めており、メダルが使用不可であったり、メダルの払出機能がないなどの筐体の製造・発売を禁止している。またメダル貸出機を除き、キッズメダル機では紙幣及び500円硬貨での支払い、その他のメダルゲーム機は紙幣での支払いをそれぞれ禁止している。JAIAは2019年1月9日にメダルの枚数を電子化することを可能にするなどの「健全化を阻害する機械基準」の改正を実施した。JAIAはメダルの電子化により、オペレーター（店舗運営者）の負担軽減や設備投資のコスト削減につながるとしている。
プレイしていた店舗が営業終了となる場合は、営業終了日当日までにメダルを使い切らなければならないが、店舗によっては預かったメダルを系列店へ引継可能な場合もある（この場合は、店舗の会員証や身分証明書が必要。ほとんどのケースは近隣に系列店舗がある場合に限られる）。データを保存していたICカードに関してもビデオゲームと異なり、基本的に系列店を含む他店舗では営業終了した店舗のデータでのプレイはできず、事実上のゲームオーバーとなるが、系列店で閉店した店舗のデータでプレイ可能な場合もある。プレイしていた店舗の運営会社が破産した場合は、ICカード対応・非対応タイトルを問わす、破産手続開始決定と同時にゲームオーバーとなる（この場合はプレイヤーが店舗に預けていたメダルの補償は一切されない）。

## メダルゲームの種類

### 競馬ゲーム
歴史は古く、1970年代には既に存在している。ヨーロッパでは紳士のゲームとして認識されている。ルールは1着と2着になる馬を当てること。メダルゲームの場合には、競走馬の能力や血統といったデータを元に馬の能力を測るといった推理小説のような理論までは持ち合わせていない。
筐体は大体どれも6人 - 16人プレイであるが、1画面だけでCGを利用した1人プレイ、2人プレイの機器も存在し、また1990年代には、60人以上ものプレイヤーが同時に参加できる機器も存在した。
筐体中央部にスペースがあり、そこで馬のフィギュアを使いレースを表現している。馬のフィギュアはセパレートトラックのように他のコースに入ることがないのが常識であったが、1988年にセガ（後のセガ・インタラクティブ）が発表した『ワールドダービー』は、馬のフィギュアが横にも移動できる、いわゆるフリートラックシステムを採用して関係者の度肝を抜いた。これ以降、フリートラックシステムが競馬ゲームにおける標準に近くなっていく。しかし、それ以降であっても2000年にセガから発売された『スターホース』のような、フィギュア・スペースがなく、全てCGでレースを行っているものもある。
『ワールドダービー』では、馬券ゲーム以外に、レース番号の下一桁が0番のレースにおいて、各プレイヤーサテライトにある持ち馬をメダルを払うことによって出走させ、1番枠に入ったライバル馬を制して1着になると、規定のメダルが配当される「スペシャルレース」が存在したが、「馬を育てレースに出走させることができる」という概念まで進めると、1999年にコナミから発売された『GI LEADING SIRE』まで待たねばならない。なお当該機では、継続的なプレイのために磁気カードを利用した情報保存システムを採用していたが、現在稼働中の競馬ゲームはICカードの利用が主流になっている。

### その他のレースゲーム
競馬以外にも、いわゆる「レースもの」にメダルを賭けるマシンがいくつか存在する。

### ビンゴゲーム
ビンゴといえば、日本ではパーティーゲームの代名詞的存在であるが、ラスベガスなどごく一部のカジノではカジノゲームとして遊べるところもある。初期は5球程度の球を打ち入れて盤面に揃えていくスマートボールのような機械が一般的だったが、このジャンルでのエポックメイキングは、セガの『BINGO PARTY』である。巨大カプセルの中にすべての番号ボールを入れて抽選するという手法は、日本のパーティーゲームとして楽しまれているビンゴの仕組みそのものだった（『WORLD BINGO』もすべての球が抽選機構内に入っているが、ピックアップ即確定ではなかった）。
プレイ方法が基本的に単純であるため、メダルゲーム初心者には楽しめる機器が多い。反面、特に近年はハードベットを強いるフィーチャーを備える（ベット枚数が少ない場合にはジャックポット取得権利が無い、確率的に不利などが代表例）機種が多数作られている。

### スロット

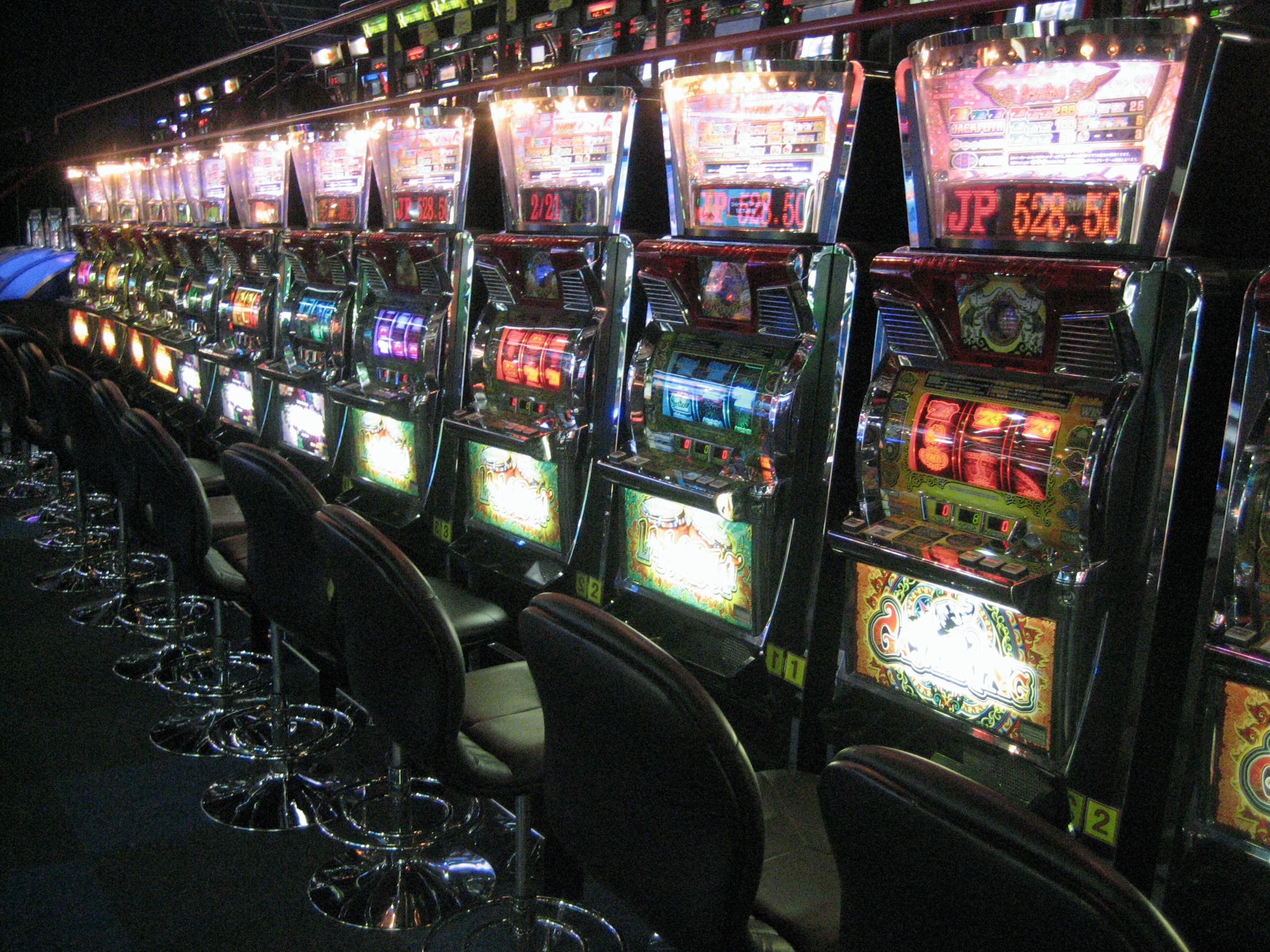
スロットマシーンタイプのメダルゲーム機

メダルゲームを扱っている店舗で、このジャンルの筐体がない店はないといっていいほどポピュラーなジャンルである。
昔ながらのリールを使ってゲームを行うものもあるが、今では画面を通してゲームを行うビデオスロットが主流である。中には最低でもベット枚数の当選が確定しているフリーゲームや、連続当選で配当が倍以上になる機能などを搭載している機種もある。
ただし最近では、パチスロ機の演出の高度化やタイアップ機の増加に伴い、ゲームセンターでもパチスロ機をゲームセンター用に改造した機種（いわゆる七号転用機）の設置が増加しているため、それらに押される格好で純粋なゲームセンター用スロット機の設置が減少する傾向も見られる。

### ポーカー
メダルゲームでのポーカーとは、いわゆる「ビデオポーカー」と呼ばれるもので、メダルを投入することによってベットを行い、ルールに従って役ができればその役に応じた配当分のメダルを払い出す機械が一般的である。ただしルールについては、使用するカードの種類、枚数、カードを交換するか否か、配当を行う最低の役などによって多岐にわたる。また、上位の役に限りMAXBETをするごとに配当が高くなる「プログレッシブ機能」を搭載しているものもある。この場合、同じ機種を何台もつなげて稼動しているところがほとんどである。
日本で稼働しているものは、ナチュラルディール（配列変更の乱数によって、現実のトランプデッキと同じような「配列の変更」を行い、その結果のままカードを抽出することを指す）を行わず、配られるカードに抽選による制御を行っているものも多い。

### プッシャーゲーム

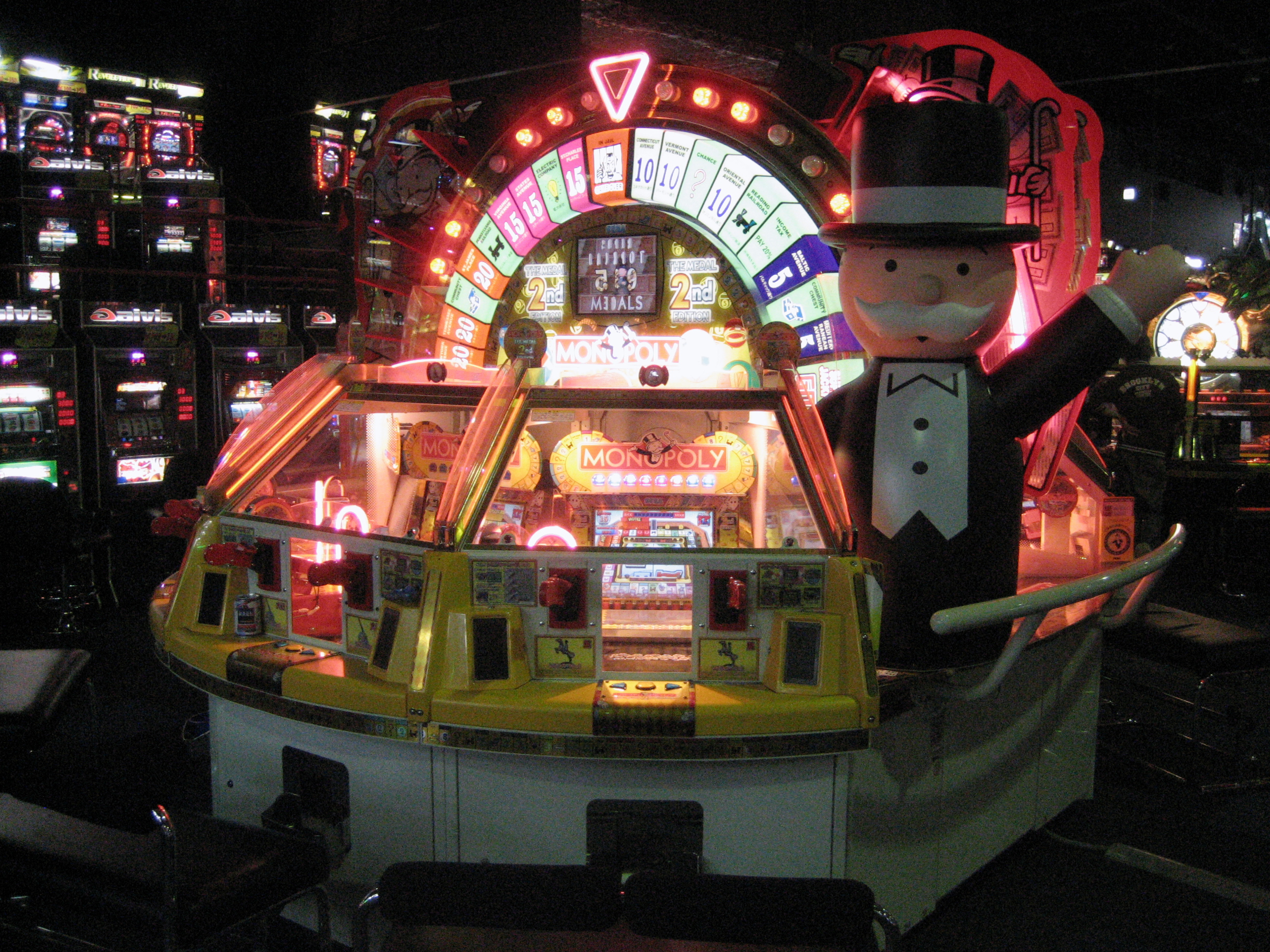
プッシャーゲームのひとつ『モノポリー・ザ・メダル』。

プッシャーゲームは、「メダル落とし」とも呼ばれる。段差のあるマシンフィールドに山のようなメダルが積まれており、指定された投入口からメダルを投入し、その投入したメダルで既にマシンフィールド上にあるメダルを押して、指定された範囲内にこぼれ落ちたメダルがプレイヤーの獲得メダルとなる機器のことを言う。スゴロクやルーレット、メダルを大量に積んだ模型の列車など、多くのメダルを溢れ出す仕掛けが用意されていることがある。機器内に投入されたメダルを押すための段差を持たせた板「プッシャーテーブル」があることからこのように呼ばれる。また、メダルそのものを使うゲームのため、狭義ではこれのことを「メダルゲーム」という場合がある。
2000年以降は、液晶画面などの抽選により、スロットが回り数字が揃うとフィールド上に追加でメダルやボールが支払われ、ボールを落として物理抽選をクリア又は所定の絵柄を揃えると1度に1000枚以上のメダルがフィールド上に支払われるジャックポットチャンス抽選が行われるゲームが主流となってきた。コナミアミューズメントのファンタジックフィーバーシリーズやスピンフィーバーシリーズを始め、役物を使った物理的なジャックポット抽選が2023年現在の主流である。

### カジノタイプのゲーム
メダルゲームは、そもそも西洋のカジノを日本において擬似的に表現できないかという点から生み出されたものであるため、カジノゲームをマシン化したものは多かった。

### 博打をモチーフとしたもの
古来より博打としての一面もある麻雀や花札をモチーフとしたものもある。ほとんどの機種がシングルプレイタイプでCPUと対戦し、あがった文数や翻数、点数によって配当が決まる。麻雀は他のアーケードゲームと同じように二人麻雀、花札にはいくつか遊び方があるがこいこいを採用しているものが多い。
またこのジャンルでは脱衣モノと組み合わされているケースが多い。数は少ないがメダルゲーム専用に開発されたものの中には、そのような要素を持たないものもある。

### キッズメダル
タイミング良くボタンを押すだけなど、ルールが簡単で小さな子供にも遊べるタイプのゲームも多く存在する。これらの子供向けメダルゲームは一般的に「キッズメダル」と呼ばれており、筐体が安価で小さく、メダルの増減も少ない（一度にメダルを大量に使用・獲得しない）のが特徴である。特にモチーフが存在しない、独自のルールを採用したゲームが比較的多い。漫画などのキャラクターを用いたものも存在する。
店舗に設置する場合は、親子などで気軽に楽しめるように「キッズメダルコーナー」としての区画を作り、ほかのメダルゲームとは分けて配置するのが一般的である。

### その他のメダルゲーム
海外カジノで行われているゲームをモチーフにしたものではなく、オリジナルのルールを用いて客にメダルをベットさせるゲームも多数出ている。

### パチンコ・パチスロ機器を流用したゲーム

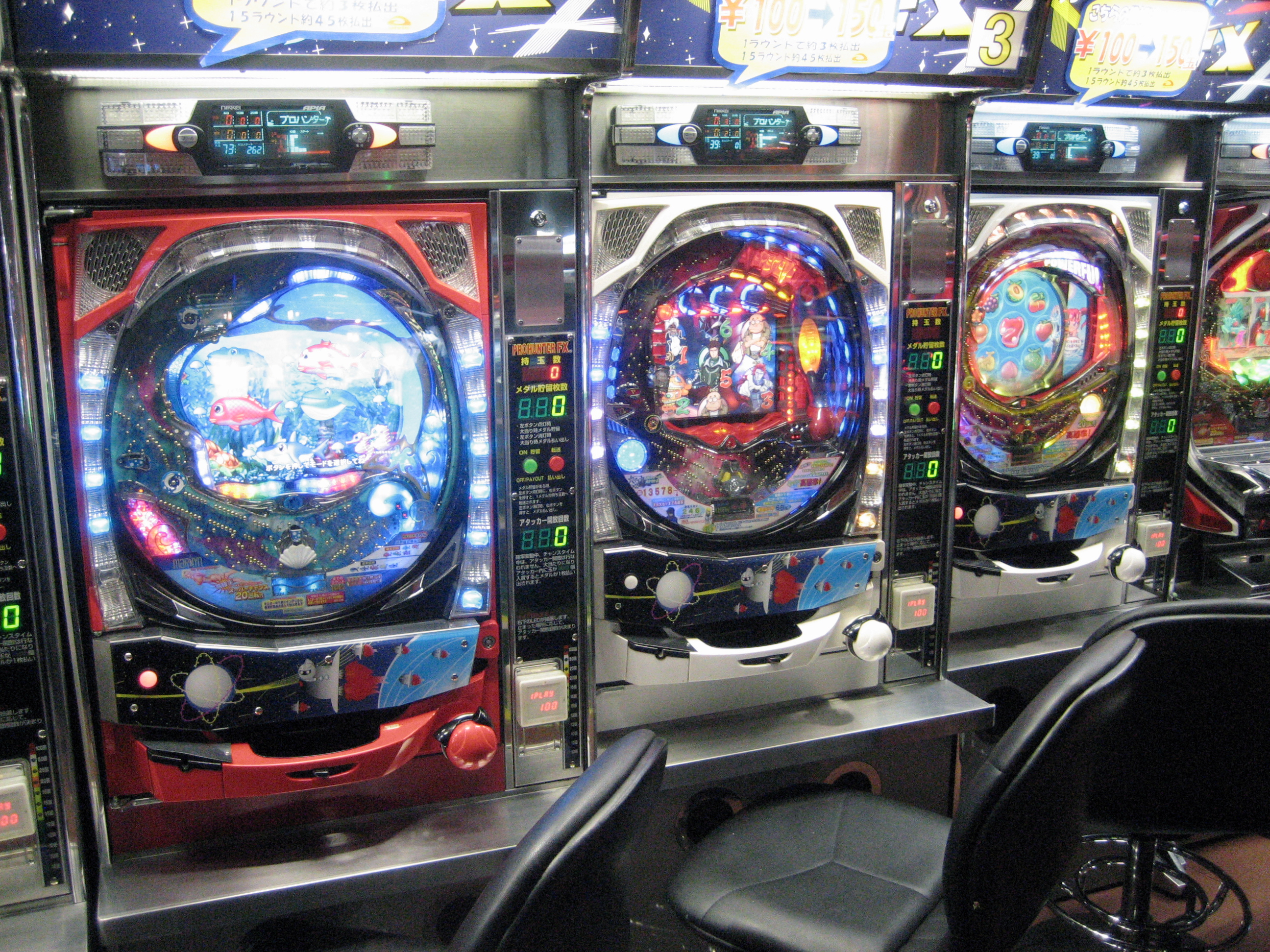
パチンコタイプのメダルゲーム機

中古のパチンコ・パチスロ台を改造して、メダルを投入することにより遊技球を打ち出してプレイするタイプの機器は古くから存在した。
現在では、様々なフィーチャーを「後乗せ」したタイプの機器が多数登場している。昔と異なり最新機種もこれら専用に出荷されていることもあるようだが、そもそもメダルゲーム用の機器でないものを用いているという点で「メダルゲーム機」と称するべきかどうかは議論の対象となりうる。カプセルが排出されるプライズマシンとしての需要もあるためだが、現在のJAMMA/AOUガイドラインではプライズマシンとしての営業は禁止である。
風俗営業法がパチンコ店を風俗第四号営業と定めているため「四号転用機」とも呼ばれるが、正式には「七号転用機」と呼ばれる。
ただし現時点の風俗営業法では、四号機（風営法ではパチンコ・パチスロ機を「四号機」と分類する）を、何の改造も行わないまま五号営業店（ゲームセンター）に流用することは違法となっている。このため現在五号営業で利用されている四号機については、確率が変わっていたり、アタッカーが変則的に開いたりなど、本来の四号機とは違う挙動を行うように改造されている機種がほとんどである。

## メダルゲームの主なメーカーと一覧

### 競馬ゲーム
※下表「種別」の見方は、CG=CG画面により、FT=フリートラックシステムにより、SP=セパレートコースにより、それぞれレースを表現することを意味する。また、「頭数」は、レースが何頭立てで行われるかを意味し、「固定」は表記した頭数で常にレースが行われ、「可変」は表記した頭数を最大として、それ以下の頭数でもレースが行われることを意味する。
| 製造年 | 機種名                                  | 頭数     | 種別      | 備考 |
| ------ | --------------------------------------- | -------- | --------- | --- |
|        | GRAND DERBY                             | 6頭固定  | CG        | 最高倍率110倍、馬券は連複のみ、2着に入った馬のうち1頭がダークホース（ベット締め切り後に分かる）なら、配当が倍になる。                                                                                                |
| 1984年 | SUPER DERBY                             | 6頭固定  | CG        | 最高倍率500倍、障害レースが存在する。8サテ。 |
| 1985年 | SUPER DERBY II                          | 6頭固定  | CG        | 最高倍率500倍、障害レースが存在する。6サテ。芝や距離の細かい変更の他、7R6枠のフジノトップがニジンスキーに変更。 |
| 1988年 | WORLD DERBY                             | 6頭固定  | FT        | 最高倍率999倍、各サテライトには持ち馬があり、末尾が0のレースになると20枚で出走させることができる。タイトーライセンスバージョンは筐体が赤色。『チキチキマシン猛レース』への改造キットが発売された。                   |
|        | DERBY DAY                               | 6頭固定  | CG        | 最高倍率999倍 |
| 1991年 | ROYAL ASCOT                             | 6頭固定  | CG,FT併用 | 最高倍率999倍、製造時期によってプログラムが異なる。サテライトの多いデラックスバージョンあり。タイトーライセンスバージョンは筐体が赤色。                                                                              |
| 1997年 | ROYAL ASCOT II                          | 12頭固定 | CG,FT併用 | ここからタッチパネル採用。実際の競馬の条件戦のような昇級・降級システムが存在する。最高倍率10000倍、下のSTANDARDと区別するために「デラックス」と呼ばれることもある。                                                  |
| 1997年 | ROYAL ASCOT II STANDARD                 | 6頭固定  | CG,FT併用 | トーナメント制を採用し、特定トーナメントでステーションの持ち馬をエントリーさせることが可能 |
| 2000年 | STARHORSE                               | 12頭可変 | CG        | 最高倍率9999倍、育成・出馬機能あり |
| 2001年 | STARHORSE 2001                          | 12頭可変 | CG        | 最高倍率9999倍、育成・出馬機能あり |
| 2002年 | STARHORSE 2002                          | 12頭可変 | CG        | 最高倍率9999倍、育成・出馬機能あり |
| 2003年 | STARHORSE Progress                      | 12頭可変 | CG        | 最高倍率9999倍、育成・出馬機能あり（Wアップチャンスの搭載により理論値の最高倍率は、19999.8倍） |
| 2005年 | STARHORSE2 NEW GENERATION               | 14頭可変 | CG        | 最高倍率99999倍、育成・出馬機能あり、ICカード |
| 2006年 | STARHORSE2 SECOND FUSION                | 18頭可変 | CG        | 最高倍率99999倍、育成・出馬機能あり、ICカード、ネットワーク対応 |
| 2007年 | STARHORSE2 THIRD EVOLUTION              | 18頭可変 | CG        | 最高倍率99999倍、育成・出馬機能あり、ICカード |
| 2008年 | STARHORSE2 FOURTH AMBITION              | 18頭可変 | CG        | 最高倍率99999倍、育成・出馬機能あり、ICカード |
| 2009年 | STARHORSE Progress Returns              | 12頭可変 | CG        | 最高倍率9999倍、育成・出馬機能あり（Wアップチャンスの搭載により理論値の最高倍率は、19999.8倍） |
| 2009年 | STARHORSE2 FIFTH EXPANSION              | 18頭可変 | CG        | 最高倍率99999倍、育成・出馬機能あり、ICカード |
| 2011年 | STARHORSE3 SeasonI A NEW LEGEND BEGINS. | 18頭可変 | CG        | 最高倍率999999倍、育成・出馬機能あり、ICカード・おサイフケータイ対応、メダル投入なしでプレイ可能（Wアップチャンスの搭載により理論値の最高倍率は、1999999.8倍）。                                                     |
| 2019年 | STARHORSE4                              | 18頭可変 | CG        | ゲーム性はSTARHORSE3とほとんど同じであるが、メダルレートが従来のメダルゲームと異なる「MESTA」クレジット制に移行(MESTA用管理サーバー筐体、OSTAなどの静脈認証装置も購入が必要)。筐体のネットワーク依存性がさらに向上。 |

| 製造年         | 機種名                                                 | 頭数     | 種別                          | 備考 |
| -------------- | ------------------------------------------------------ | -------- | ----------------------------- | --- |
| 1995年         | GI CLASSIC                                             | 10頭可変 | FT                            | ダブルアップレースあり、立て頭数が可変することと、使用しない馬のフィギュアユニットを筐体の屋根下に移動させるというアイデアは業界初 |
| 1996年         | GI CLASSIC WINDS                                       | 8頭可変  | FT,CG併用                     | 競走馬を購入して出走させることが可能。調教はできない。                                                                             |
| 1998年         | GI CLASSIC EX                                          | 10頭可変 | FT                            | 最高倍率2499.9倍、競走馬を購入して出走させることが可能。調教はできない。                                                           |
| 1993年         | ワイワイジョッキー                                     | 4頭固定  | CG                            | コナミキャラが騎手となる一人用競馬ゲーム。キッズ向け。                                                                             |
| 1998年         | GI CLASSIC WINDS EX                                    | 8頭可変  | FT,CG併用                     | 『GI CLASSIC WINDS』のマイナーチェンジ版。                                                                                         |
| 1999年～2001年 | GI LEADING SIRE シリーズ                               | 8頭可変  | FT,CG併用                     | バージョン違いが1から3まである。                                                                                                   |
| 2002年         | GI WINNING SIRE シリーズ                               | 10頭可変 | FT,CG併用                     | 最高倍率5000倍、バージョン違いが1から2まである                                                                                     |
| 2003年         | GI TURFWILD シリーズ                                   | 8頭可変  | FT,CG併用                     | 最高倍率2000倍、バージョン違いが1から3まであり、2以降はコナミのインターネット連携システム対応。3で更新を打ち切り。                 |
| 2005年         | GI-HORSEPARK シリーズ                                  | 12頭可変 | FT,CG併用                     | 最高倍率5000倍（AOUエキスポ展示時点）、コナミのインターネット連携システム対応                                                      |
| 2010年         | GI Turf-TV                                             | 10頭可変 | CG                            | 独立したシリーズであるため続編はない。e-amusement対応(カードは2代目まで)                                                           |
| 2013年         | GI-GranDesire                                          | 10頭可変 | FT,CG併用(一部筐体のみCGだけ) | 新規製造筐体で稼働。新規筐体はモニターが回転式で四つの液晶がある。また、S筐体はモニターのみで稼働する方式。                        |
| 2016年         | GI-VICTORY ROAD                                        | 12頭可変 | FT,CG併用                     | 従来のHORSEPARK筐体シリーズの続編である。                                                                                          |
| 2018年         | GI-World Classic (2022年以降はGI-World Classic Rising) | 12頭可変 | FT,CG併用(一部筐体のみCGだけ) | GranDesireとVICTORY ROADのゲーム性を統合したもの。                                                                                 |

| 製造年 | 機種名                            | 頭数     | 種別         | 備考 |
| ------ | --------------------------------- | -------- | ------------ | --- |
| 1975年 | THE DERBY V0                      | 5頭固定  | SP           | 制御にHPのミニコンピューターを搭載し、開発費は当時としては破格の5000万円と言われている。 |
| 1976年 | THE DERBY MARK II                 |          | SP           | |
| 1981年 | THE DERBY MARK III                | 5頭固定  | SP           | アメリカ・ラスベガス等、海外のカジノにも数多く設置されたことがある大ヒット機。日本国内でも、20年以上が経過したにもかかわらず、まだ数台が稼働状態にある。シグマ社の開発コードでC-2、C-7、C-15の3種類があり、基板の小型化等が行われている。 |
| 1984年 | THE DERBY MARK IV                 | 8頭固定  | SP           | バージョンが2つあり、初期の最高配当は1000倍（2000倍）、後期の最高配当は1200倍（2400倍）。競馬ゲームで連勝単式を採用した初の機器。また、締め切り直前に突如配当が2倍になる「ダブルアップチャンス」を採用したのも本機が業界初。トラック中央に鼓笛隊が出てくる仕掛けがあるが、故障が多くあまり見ることが出来なかった。                                                    |
| 1988年 | EXCITING DERBY                    | 6頭固定  | CG           | ハーフミラーを利用したCG2画面連結型。コアランドとの共同開発。 |
| 1989年 | THE DERBY SX-1                    | 10頭固定 | SP           | コースは直線のみ、障害レースがあり、障害飛越時に馬が停止してしまった場合は落馬である。富士電子工業との共同開発。 |
| 1992年 | CRYSTAL DERBY                     | 5頭固定  | SP           | 『MARK III』のリメイク版。 |
| 1993年 | THE DERBY MARK V                  | 6頭固定  | SP           | ダブルアップチャンス搭載、バージョン違いがあり、新バージョンでは同着の概念が採用された（JRA等と違い、こちらはすべての的中が表示のオッズ通りに支払われる） |
| 1993年 | VIRTUAL DERBY SCOTT FIELD         | 8頭固定  | SP           | マシンの大きさが日本メダルゲーム史上最大（ビルの2フロアをぶち抜いて作らなければならなかったほど）。3台しか製造されず、2002年3月にて日本に現存せず。ダブルアップチャンス搭載、最高配当3000倍（6000倍）。 |
| 1995年 | THE DERBY MARK VI                 | 10頭固定 | SP（疑似FT） | ダブルアップチャンス搭載、ワイヤーを使い馬のフィギュア（の真下にあるもの）を引っ張ることにより、馬がトラックのなるべく内側を走るという構造が特徴。実在馬のもじり99頭とオリジナル1頭の計100頭が出走し、メンバー固定10頭立て×10レースと、各レースの勝者が出場する第11レースの計11レースで構成。最高配当5000倍（9999倍）。                                               |
| 1999年 | THE DERBY MARK VI HILL CREST PARK | 10頭固定 | SP（疑似FT） | ダブルアップチャンスに加え、配当が3倍になるトリプルアップチャンスを搭載。第1～10レースは前作と同じメンバー固定10頭立て×10レースだが、各レースの勝者が出場するレースが第12レースに移り、第11レースにはそれまでの10レースでベットの多かった人気上位10頭によるレースが行われるようになった。またコンペモードを搭載、全12レースでメダルの最終所持枚数を競うこともできた。 |

| 製造年 | 機種名        | 頭数    | 種別 | 備考                                                                                         |
| ------ | ------------- | ------- | ---- | -------------------------------------------------------------------------------------------- |
|        | TURF CHAMPION | 6頭固定 | FT   | 各ステーションに予想屋がおり、予想を見ることができる（設定によりメダルが必要なこともある）。 |

| 製造年 | 機種名       | 頭数    | 種別 | 備考                                                                                           |
| ------ | ------------ | ------- | ---- | ---------------------------------------------------------------------------------------------- |
| 1993年 | 駿（しゅん） | 6頭固定 | CG   | シングル筐体で遊ぶ一人用競馬ゲーム。勝った配当をダブルダウンゲームに賭けることが可能であった。 |

製造年は不明だが、TAITO DERBY QUEEN（ダービークイーン）、TAITO WINNING GALLOP（ウィニングギャロップ）、がある。Dark Horse（ダークホース）は1975年に出したが詳細は不明。
| 製造年 | 機種名             | 頭数      | 種別      | 備考 |
| ------ | ------------------ | --------- | --------- | --- |
|        | PROSPECTIVE WINNER | 10頭固定? | CG,疑似FT | タッチペンで画面のマークカードを操作することによってベットを行うという変わった方式を採用したが、そもそも発売台数が3台と言われている。 |

### その他のレースゲーム
- セガ（後のセガ・インタラクティブ）
  - EXCITING BOAT RACE（登場選手が実名の競艇選手）
  - BOAT RACE OCEAN HEAT
  - StarBoat（2011年AOUエキスポにて展示）
- コナミ（後のコナミアミューズメント）
  - HYPER KEIRIN（登場選手が実名の競輪選手）
  - HYPER KEIRIN JACKPOT（登場選手が実名の競輪選手）
  - F-1 WORLD RACING（バージョンによる些末な違いがある）
  - MOTOR-X
- マタハリー
  - HURRY RACER（メダルゲーム唯一のオートレースをモチーフにした機種）
  - SUPER X SIGHT BOATRACE
- 太陽自動機
  - ぴょんぴょん
- こまや
  - アヒルのヨーイドン
- FDEK（富士電子工業）
  - それゆけおうまさん
  - いるかのなみのりパーク（実際にボールを転がす為、順位の制御が不可能）
- AQインタラクティブ
  - みんなでダービー

### ビンゴゲーム
※下表「形式」の見方は、打込=抽選すべき球を盤面に打ち込む方式、投入=機械が球をフィールドに投げ入れて抽選する方式、全球=すべての番号が記された球が特定区画内にあり、何らかの形でピックアップして抽選する方式をそれぞれ意味する。また、「球数」は、1回のゲームで使用される球数を意味（括弧内はEXTRA BALL等で追加抽選が入った場合の最大個数）する。
また、「移動」は盤面に記された数字の移動可否を表し、見方は、Zn=ZONE（決められた区画で）、Ln=LINE（決められた列で）、S=SLIDE（スライドさせて）、R=ROTATION（回転させて）、C=CHANGE（入れ替えて）、それぞれ移動ないし入れ替えができるということを意味する。
なお、小文字の場合は、抽選によって権利を得ないと移動できないことを示し、Z,Lにおける付加数字は、「n球目が投入、抽選開始、または打込前まで当該操作が可能（括弧がついた場合は条件次第でその数字まで可能）」であることを示す。
| 製造年 | 機種名                        | 形式 | 球数   | 移動             | 席数 | 備考 |
| ------ | ----------------------------- | ---- | ------ | ---------------- | ---- | --- |
|        | WORLD BINGO                   | 全球 | 25     | z4,R             | 6    | ピックアップ後にパチンコのクルーンのような抽選機構で、当該ボールが有効となるか無効再抽選となるかを決定していた。4コーナーなどのフィーチャーをいち早く導入していたのも本機である。 |
| 1989年 | BINGO CIRCUS                  | 投入 | 5      | Z4,R             | 8    | 10枚BETを行わないと、カードのラインすべてが有効にならないというルールにより、事実上のミニマムベットを設定した機種（1枚でも遊べる）。角度の浅い、すり鉢状のフィールドに番号の記された穴が開いており、一番外側からボールを投入して抽選を行った（ボールの打ち出しには圧縮空気を使用している）。右上がり斜めに5並びを達成するとJACKPOTとなり、大量メダルの獲得が期待できる。また、通常のゲームにおいて当選したメダルを、追加で投げ込まれる6球目が、赤or青のどの色のポケットに入るのかを予想する「DOUBLE OR NOTHING GAME」に賭けることができる。すでに発売から20年が経過しているが、未だに稼働店舗が確認されている機器である。フリースポット抽選あり（つかない場合も）。 |
| 1992年 | BINGO PARTY                   | 全球 | 25     | 不可             | 10   | ビンゴパーティーシリーズ1作目。1ゲームに12球抽選。 |
| 1994年 | BINGO PARTY MULTICARD         | 全球 | 25     | 不可             | 10   | ビンゴパーティーシリーズ2作目。1ゲームに10球抽選。 |
|        | BINGO PARTY MULTICARD SPECIAL | 全球 | 25     | 不可             | 可変 | 上記機種の豪華版。抽選機構とプレイヤー席を分離型とし、席数を増やせるように、またレイアウトが自由にできるように配慮されている。大型モニターつきだが、モニターは抽選番号を表示するだけのものである。 |
| 1996年 | BINGO FANTASY                 | 全球 | 25     | 不可             | 4    | SEGAとEAGLE社の共同製作とされている。ピンポン球を空気で浮上させて抽選を行うタイプであった。詳細不明。 |
| 1996年 | BINGO PARTY PHOENIX           | 全球 | 21     | 不可             | 10   | ビンゴパーティーシリーズ3作目。1ゲームに8球抽選。 |
| 1997年 | BINGO PLANET                  | 投入 | 5      | Z4,R             | 8    | 『BINGO CIRCUS』の後継機。4球目や5球目に黄色や赤色のボールが出現すると、条件次第で大量メダルへの足がかりとなるフィーチャーが有効になる可能性があるなど、最終ボールまで気の抜けない展開を用意した機種。紫外線ライトにより、暗いフィールドに青・黄色・赤の各色の光るボールが回る。 |
| 2002年 | BINGO PARTY SPLASH            | 全球 | 26(27) | z7,r7,c7         | 可変 | 『BINGO PARTY』の後継機。カプセルが薬のカプセルのようなチューブ状になり、ボールはPARTYより格段に大きくなった（ドッジボール並）。BET時間が終了すると、各サテライトの画面にビンゴカードが裏になって表示され、先着順で決定する（当該カードに画面でタッチする）ことにより、それぞれ異なったカードでプレイするというのが特徴。また、メダルを獲得するとポイントが貯まり、ポイントが1000に達するとチャンスゲームに挑戦できて、このゲームに勝利すると、黙っていてもメダルがもらえるBONUS GAMEに突入することができる。BONUS GAMEでは、ボールが1球追加され（白）、このボールが抽選されるまで継続するため、場合によっては1時間以上ゲームが継続し、数千枚のメダル獲得へと発展する場合がある。 また、BIGWAVE CHANCEというフィーチャーが存在し、ゲームで最も早くリーチをかけたプレイヤーには、抽選機構のカプセルそのものを、ボタンによって左右に傾けることにより、ある程度ボールを狙うことができる権利が与えられる（同時にリーチがかかった場合は、カードのビンゴ難易度が高い方に与えられる）。ただし、この権利は1ラインでもBINGOになった場合はその時点で消滅し、また、BONUS GAMEを行っているプレイヤーがいる場合は発生しない（BONUS GAME中は、常にカプセルが左右に揺れ続けるため）。ボールは1～25までと、黒地に赤い★が印刷されたBOMBER BALLがあり、BOMBER BALLがピックアップされると、画面上の当該ボールが絡んでいるカード（4枚）が一度に有効となるため、ゲームを有利に展開することができる。また、ボーナスゲーム中は、BOMBER BALLを係数「50」として計算するため、こちらも大量メダルへの期待が大きくかかるまさにBOMBER（爆弾）の要素を秘めたボールといえる。 |
| 2004年 | BINGO PARTY SPLASH SP         | 全球 | 26(27) | z7,r7,c7         | 可変 | 『BINGO PARTY SPLASH』のバージョンアップ版。ボーナスゲームへの挑戦権が、サテライトごとに規定ビンゴ回数を達成するごとに得られるという形式に変化し、ボーナスゲームの内容も多彩になった。SPボールについては、オレンジ色のSPボールに変化し、今までは入ると終了の忌まわしきボールだったが、今回はカードでSP権利を得た人が、このボールをピックアップさせればメダル獲得となるため、幸せのボールへと変化した。BOMBER BALLは本作でも健在である。 |
| 2005年 | BINGO PARADE                  | 投入 | 5      | Z4,R             | 8    | 『BINGO CIRCUS』、『BINGO PLANET』に続く三代目。抽選は基本的に変わらないが、前作（『PLANET』）と違うフィーチャー（COMBI 4,BONUS KEEP）を搭載。また、初代サーカスから復活したJACKPOTは1万枚以上という破壊力と、ボーナスゲームや突如発生するイベントゲームなど、若干波を荒くした仕様と見ることができる。 |
| 2007年 | BINGO PARTY PIRATES           | 全球 | 26(27) | z7,r7,c7         | 可変 | BINGO PARTY SPLASH SPの後継機。テーマが「海賊」となり、ゲーム性を前作から受け継ぎながら、多数の新要素を搭載した。ビンゴパーティーシリーズの中で初めてキャラクターが登場したのも本作で、ボーナスゲームはそのキャラクター達を用いたRPG風のものに。従来のSPボールに代わってカギボールが登場し、ボーナスゲーム中にピックアップさせてクリアすれば大量メダル獲得となる。本作でもBOMBER BALLは健在。 |
| 2007年 | BINGO GALAXY                  | 投入 | 5      | Z4,R4            | 8    | 『BINGO PARADE』に続く4代目。基本オッズの段階数が過去最多、フィーチャーの種類も過去最多で、ローテーションが条件によって変化するため、難易度は向上している。また、配当を倍増させるフィーチャーが多いため、大量メダル獲得となる可能性のある状況が生まれやすく、ハイリスク・ハイリターンの仕上がりになっている。 |
| 2012年 | Bingo Drop                    | 投入 | 7～12  |                  | 6    | 『BINGO GALAXY』に続く5代目。 |
| 2024年 | BINGO THEATER                 | 投入 | 5      | 一部モードで可能 | 6    | Bingo Dropがほとんど稼働しなかったため、長期間の修理サポートを受けて2022年ごろまで稼働していたBINGO GALAXYの実質的な続編。Aimeによるプレイヤーデータのセーブ機能が追加。JP抽選が専用の抽選機で行われるようになり、Bingo Dropのようなボールホールド装置も引き続き搭載。 |

- シグマ（現アルゼ）
  - IC-BINGO各種についてはICビンゴを参照のこと。
  - クリスタルビンゴ
  - ビンゴトルネード（クリスタルビンゴからのコンバージョン）
  - BUNGO RULETA（海外向けマシンを日本に逆輸入したもの）
- コナミ（後のコナミアミューズメント）
  - AQUA TWISTER
  - トリオデビンゴ
  - ビンゴステージ
  - ワイワイビンゴ
  - 2000年 BINGO BOOMER
  - 2003年 OVAL ARENA
  - 2006年 PRECIOUS PARTY（抽選が完全デジタル）
  - 2011年 アニマロッタ（ボール抽選を使用する複数ゲームが搭載されており、『ビンゴガーデン』・『ビンゴファーム』・『ビンゴバルーン』というゲームがある）
  - 2015年 カラコロッタ（色を使ったビンゴ『コロッタストーン』というゲームがある）
  - 2016年 ツナガロッタ（『ビンゴトレジャー』というビンゴゲームがある）
  - 2020年 DUEL DREAM
- ナムコ（後のバンダイナムコアミューズメント）
  - BIN BIN BINGO（抽選が完全デジタル）

### スロット
- シグマ（現アルゼ）
  - スーパー8ウェイズシリーズ（ビデオスロット）
    - D7
    - FA
    - FC
    - GA
    - ジュニア
    - ビンゴジュニア
    - ゴーストジュニア
    - スペシャル
    - プログレッシブ（スーパー8ウェイズ プログレッシブ）
    - ジョーカーズダブル
    - JDジュニア（ジョーカーズダブルジュニア）
    - JDリターンズ（ジョーカーズダブルリターンズ）
    - ジョーカーズトリプル
    - スーペリア
    - ラッキーエース
    - マルチプライアー
    - アルティメイト
    - ホットライン
    - オージースペシャル
    - フルーツショップ
    - パトリオット
    - モンジロウ
    - キャットハウス
    - スキャッターズファン
    - ゴールデンフェニックス

  - ボーナススピンシリーズ（ビデオスロット）
    - ボーナススピンジョーカーズダブル
    - ボーナススピンジョーカーズワイルド
    - ボーナススピンX（ウィニングホイール ボーナススピンX）
    - ボーナススピンZ（ウィニングトンネル ボーナススピンZ）

  - ミッドスラントキャビネットシリーズ（ビデオスロット）
    - マリンブルー
    - ワールドカップ2002
    - ミスナインティーン
    - ハネムーン
    - エイリアンパニック
    - サマーバケーション
    - ショベルマスターゴンゾー
    - サーフィンUSA
    - ウェディングベル
    - ホイールパニック!
    - ナウプレイング
- サミー
  - マイティ8ライナーシリーズ（ビデオスロット）
    - タイムトゥスピンワイルド
    - タイムトゥスピンダブル
    - ピュアゴールド
    - ジョーカーマジック
    - ワイルドローズ
- フランコ
  - ビデオスロット
    - ラウンドザワールド
- ドラゴン
  - ビデオスロット
    - 風雷神
    - ワイルドサバンナ
    - ドラゴンストーリー
    - マウスアンドマウザー
    - トロピカルフルーツ
    - モンキーボンバー
    - クラブデジャヴー
    - スーパーベルズ
    - 忍者ショット
    - バルーンマジック
    - ミラクルサーカス
    - タッチオブハート
- クロン
  - プレミア8ライナーシリーズ（ビデオスロット）
    - マルチマックスエクスプロージョン
    - マルチマックスゴーストEX
    - フォーチュンスピンスウィングインザナイト
    - フォーチュンスピンジョーカーコレクション
    - マルチマックスダブルアンドトリプル

### ポーカー
| 製造年 | 機種名                          | 枚数 | WILD枚数 | WILD内容                                                            | 特色・備考 |
| ------ | ------------------------------- | ---- | -------- | ------------------------------------------------------------------- | --- |
|        | JOKER'S WILD                    | 53枚 | 1枚      | JOKERが1枚                                                          | 日本では代表的な機種。 |
|        | DRAW POKER                      | 52枚 | なし     |                                                                     | 典型的ポーカーだが、WILDなしに比して役の成立率が低かったため、あまり設置されなかった。 |
|        | JACKS OR BETTER                 | 52枚 | なし     |                                                                     | 海外（特にラスベガス）ではメジャー機種。ワンペアのうち、J,Q,K,Aの4種類は役として認められるもの。 |
|        | JOKER'S DOUBLE                  | 53枚 | 1枚      | JOKER1枚                                                            | JOKERを入れて役が完成すると、直ちに配当が表示の2倍となる。従って、ファイブカードは常に表示の2倍の配当が得られた。                                                                                         |
|        | TWIN JOKERS                     | 54枚 | 2枚      | JOKER2枚                                                            | JOKERが2枚入った分、役ができやすいが、配当は低めに設定されている。 |
|        | RED 7's WILD                    | 52枚 | 2枚      | ダイヤとハートの7                                                   | 赤い7をWILD扱いとした。役はできやすいが、配当は低い。 |
|        | ONE EYE JACK'S WILD             | 52枚 | 2枚      | 4枚あるJのうち、絵柄において片目しか見えない2枚（スペードとハート） | 変則的なWILDが特徴。最高役は、PURE ROYAL FLUSH（WILDをWILDとしなくても成立するロイヤル）である。 |
|        | JOKER INSURANCE                 | 53枚 | 1枚      | JOKER1枚                                                            | JOKER ANYTHINGという役があるため、JOKERが入って役が成立していない場合は賭けた分が配当される。INSURANCEは英語で「保険」の意。                                                                              |
|        | RAISE DRAW JOKER'S WILD         | 53枚 | 1枚      | JOKER1枚                                                            | 最初に配られた5枚を見て、交換するまでに、最初に賭けた枚数まで追加で賭けることができる。 |
|        | RAISE DRAW JOKER'S DOUBLE       | 53枚 | 1枚      | JOKER1枚                                                            | 上記に加え、JOKERが入って完成した役においては配当が2倍となる。 |
|        | DEUCE'S WILD                    | 52枚 | 4枚      | すべての2                                                           | 2が全部WILDのため、役が成立しやすいが、配当は低め。 |
|        | SEVENS WILD PLUS JOKER'S DOUBLE | 53枚 | 5枚      | すべての7とJOKER1枚                                                 | WILDが5枚もあるため、役が成立しやすいが、配当は低め。ただし、JOKERが入って完成した役においては配当が2倍となる。最高役はFOUR SEVENS PLUS JOKER（7777Jo）で、当然表示枚数の2倍の当たりとなる。              |
|        | EXTRA DRAW JOKER'S WILD         | 53枚 | 1枚      | JOKER1枚                                                            | カードを交換して役が成立していない場合、1回に限り、メダルを賭け直せば、その状態からもう一度カードを交換することができる。このルールではROYAL FLUSHができやすいため、このマシンの最高役はFIVE CARDである。 |
|        | FREE DEAL TWIN JOKER'S          | 54枚 | 2枚      | JOKER2枚                                                            | カードの交換はなく最初に配られた5枚で勝負する、いわゆる「スタッドポーカー」。同色絵札が3枚以上か、絵札が色にかかわらず4枚以上出現したときは、数に応じてBET不要、配当2倍のFREE DEALゲームに突入する。      |
|        | FOUR OF A KIND BONUS POKER      | 52枚 | なし     |                                                                     | 内容はJACKS OR BETTERと一緒だが、4カードに対して高い配当が付されており、特に2、3、4とAの4カードにはひときわ高い配当が付されている。ただし、その分TWO PAIRが1倍となるなどの調整が行われている。            |

| 製造年 | 機種名       | 枚数 | WILD枚数 | WILD内容 | 特色・備考 |
| ------ | ------------ | ---- | -------- | -------- | --- |
|        | WINNING DRAW | 52枚 | なし     |          | 最初のゲームで当たったメダルをそのまま次回の勝負に賭けるWINNING RIDE機能を搭載した。ナチュラルディールではなく、役抽選によるカード制御が存在する。高位役成立の前兆演出や連チャン性を備えている。 |

- コナミ（後のコナミアミューズメント）
  - RUSHOUT
- サミー
  - TRIPLE DRAW DOUBLE BONUS（52枚、WILDなし、一度に3カ所の手が勝負できるというタイプ）

### プッシャーゲーム
ステーション数にSと記されている場合はシングル筐体を表す。
| 製造年 | 機種名                                 | ステーション数 | 投入口の数 | 備考 |
| ------ | -------------------------------------- | -------------- | ---------- | --- |
|        | NEW PENNY FALLS                        | 12             | 1          | 米国クロンプトン社のライセンス供与を受けて製作された機器。日本のメダル落としでは「元祖」と言える機種。 |
|        | PENNY KIDS                             | 8              | 1          | 『NEW PENNY FALLS』の小型版。小型遊園地業態（SC）に設置してあり、子供でも気軽に遊べるようにマシン高が低い。 |
|        | CANNONSHIP                             | S              | 2          | 投入したメダルを打ち出して海賊船のセンサーに通すことにより液晶画面のスロットが回転し、抽選が受けられる機種。JPでは海賊船に積まれたメダルが、船自身がひっくり返ることによりフィールドに払い出される。ペイアウトホッパーによるIN/OUT管理型。 |
|        | CANNONSHIP 2nd BATTLE                  | S              | 2          | 前作と違うのは、海賊船ではなく巨大なタコになったという点。ペイアウトホッパーによるIN/OUT管理型。 |
|        | NEW PENNY FALLS SPECIAL                | 8              | 1          | 投入したメダルを、フィールド上の穴に入賞させると、デジタルルーレットが回転。当選内容により、少量のメダルがフィールドに払い出されるが、STEPポイントをためてJACKPOTを獲得すると、先の払い出しを複数回受けるチャンスが得られる。 |
|        | NEW PENNY FALLS SPECIAL JACKPOT SLIDER | 8              | 1          | 投入したメダルを、フィールド上の穴に入賞させると、デジタルスロットが回転。当選内容により、多数のメダルがフィールドに払い出されたり、少量のメダルが複数回にわたってこまめに払い出されたりと、様々なフィーチャーが用意されている。特に777では、メダル供給のために回っているベルトコンベアーからすべてのメダルが一旦なくなってしまうため、インパクト抜群。 |

- セガ（後のセガ・インタラクティブ）
  - ゴールデンウェーブ
  - キャッスルコースター
  - ウエスタンドリーム
  - アクアステージ
  - サークルファンタジー
  - ギャラクシードリーム
  - 銀河鉄道999 ギャラクシーエキスプレス（ギャラクシードリームの改造版）
  - お祈り大明神
  - お祈り大明神 祭
  - ガチャマンボ
  - ガチャマンボ サボテンカーニバル
  - ドラゴントレジャー
  - ドラゴントレジャー2
  - ドラゴントレジャー3
  - モノポリー・ザ・メダル
  - ディスコドリーム
  - ファンタジーアリーナ
  - ミラージュワールド
  - ウエスタンドリームゴールド（メダリンク）
  - マジカルポピンズ（メダリンク）
  - お茶犬「ほっ」とメダル（メダリンク）
  - UNO The MEDAL（メダリンク）
  - ぷよぷよ！ The MEDAL（メダリンク）
  - GALILEO FACTORY
  - GALILEO FACTORY2
  - GALILEO FACTORY3
  - アラビアンジュエル
  - バベルのメダルタワー
- コナミ（後のコナミアミューズメント）
  - シングルタイプ
    - トリックスター
    - ポケットパイレーツ
    - ロボットファクトリー
    - ワンダーマーチ
    - メテオスパーク

  - マスメダルタイプ
    - ミリオンフィーバー
    - サイクロンフィーバー
    - ライオンフィーバー
    - ドラゴンパレス
    - トゥインクルドーム
    - フォーチュンオーブ
    - フォーチュンオーブ第2章 伝説の宝珠
    - フォーチュンオーブ第3章 宝珠王国
    - ファンタジックフィーバー
    - ファンタジックフィーバー2
    - ファンタジックフィーバー3
    - ウィングファンタジア
    - ウィングファンタジア2 アラビアンクリスタル
    - GRAND CROSS
    - GRAND CROSS PREMIUM
    - GRAND CROSS CHRONICLE
    - DREAMSPHERE GRAND CROSS
    - スピンフィーバー
    - スピンフィーバー第2章　夢水晶と魔法のメロディー
    - スピンフィーバー 夢幻のオーケストラ
    - FORTUNE TRINITY
    - VenusFountain
- ナムコ（後のバンダイナムコアミューズメント）
  - シングルタイプ
    - ナムコスターズ
    - ガンバレットフィーバー
    - 2003年: すごろちっくJAPAN（ワイドプッシャー）
    - 2003年: PUZZBALL（ワイドプッシャー）
    - 2004年: 羊飼いのペター（デモ画面上では「ひつぢかいのペター」と記されるが、あとから羊が「羊飼い」と書かれたプレートを上にかぶせる）（ワイドプッシャー）
    - 2004年: 世界化石発見!（ワイドプッシャー）
    - 2004年: ダイスロン（ワイドプッシャー）
    - スロットの王子様（ワイドプッシャー）
    - PUZZ CUBE（ワイドプッシャー）
    - BALL POM LINE（ワイドプッシャー）
    - ファントムシップ（スラントプッシャーシリーズ）
    - カジノウィナー（スラントプッシャーシリーズ）
    - ケロロ軍曹　地球侵略指令…であります！※販売はバンプレスト
    - クレヨンしんちゃん　チョコビハンターしんのすけ※販売はバンプレスト

  - マスメダルタイプ
    - ピラミッドミステリー
    - メリーボンバー
    - 2005年 メダルの達人 ドキッ!大当たりだらけのすごろく祭り
    - 2007年 メダルの達人2 あつまれ!ゴー!ゴー!双六戦隊ドンレンジャーファイブ
    - 海物語 ラッキーマリンシアター
- バンプレスト
  - ルパン三世　四つの鍵は宝石の輝き
- カプコン
  - シングルタイプ
    - メダリュージョンシリーズ
      - ちびまる子ちゃん 「みんなですごろく遊び」の巻
      - スーパーマリオ　不思議のジャンジャンランド
      - ロックマンエグゼ THE MEDAL OPERATION(ザ・メダル・オペレーション)
      - ドンキーコング　ジャングルフィーバー
      - 撃魔界村
      - ピングーのアイスブロック
      - どこでもいっしょ ～トロのおさかにゃ釣り～
      - ワンタメ　ハッピーチャンネル

    - 加トちゃんの日本全国くるくる列車でペ

  - マスメダルタイプ
    - スーパーマリオ 不思議のころころパーティ
    - スーパーマリオ 不思議のころころパーティ2
    - アジアンキッチン
    - ALIEN(エイリアン)
    - ドンキーコング　バナナキングダム
    - マリオパーティー　ふしぎのコロコロキャッチャー
    - マリオパーティ くるくる!カーニバル
- タイトー
  - シングルタイプ
    - ガーディアンズトラップ（ワイドプッシャー）
    - 世界ビックリ!!探険隊（メダリズムシリーズ）
    - ゴーストキャッスル（メダリズムシリーズ）

  - マスメダルタイプ
  - ブルーラグーン
    - ダイノキング
    - ダイノキングII
    - ダイノマックス
    - ダイノキングIII
    - ファンタジーコロシアム
    - ファンタジーコロシアムII

### カジノタイプのゲーム
- シグマ
  - ROULETTE
- アルゼ
  - 2004年; ROULETTE BAR COCKTAIL STAGE
  - 2004年; SHUFFLE BROS. BACCARAT
  - 2005年? ;SHUFFLE BROS. BLACKJACK
- セガ（後のセガ・インタラクティブ）
  - SUPER DICE CRAPS
  - CARIBBEAN BOULE
  - GOLDEN KENO
  - Black Jack hand action
  - Black Jack nailed ace
  - セガネットワークカジノクラブ
- コナミ（後のコナミアミューズメント）
  - BLACKJACK FOUR SPLIT

### その他のメダルゲーム
- FDEK（富士電子）
  - MAGIC CIRCUS
  - CRYSTAL BRAVO
  - GOLDEN FALL
  - PIERROT
- シグマ（現ユニバーサルエンターテインメント）
  - GOLDEN BALL
  - WHAT IF?
  - COOL 104
  - SEQUE 5
  - HARD CLIMBER
- セガ（後のセガ・インタラクティブ）
  - BRICKS
  - アミー漁
  - toアミー漁
  - アミNo.3
  - 100&メダルシリーズ
    - 100&メダル KAZAAAN!!
    - 100&メダル 激KAZAAAN!!
    - 100&メダル HYOZAAAN!!
    - 100&メダル GINGAAAN!!
- コナミ（後のコナミアミューズメント）
  - サイコロアベニュー
  - モンスターゲート
  - エターナルナイツ
  - ラストクイーン
  - MILLIONET（正確にはメダルゲーム機の統合システムだが、ジャックポットによる払い出しもある）
- ナムコ（後のバンダイナムコアミューズメント）
  - スパイラルフォール

### パチンコ・パチスロ機器を流用したゲーム（四号転用機）
- 東プロ
  - プロハンター（パチンコ）
  - プロハンター極（パチンコ）
  - プロハンターFX（パチンコ）
  - ハンター01（パチンコ）
  - ハイパースロット（パチスロ）
- サミー
  - パチスロレボリューション（パチスロ）
  - レボリューションII（パチンコ・パチスロ）
- アルゼ
  - スロシアム（パチンコ・パチスロ）
- 昭和技研
  - ポーラスター（パチンコ）
- ユニカ
  - インパルス（パチンコ・パチスロ）